# Allan Quatermain

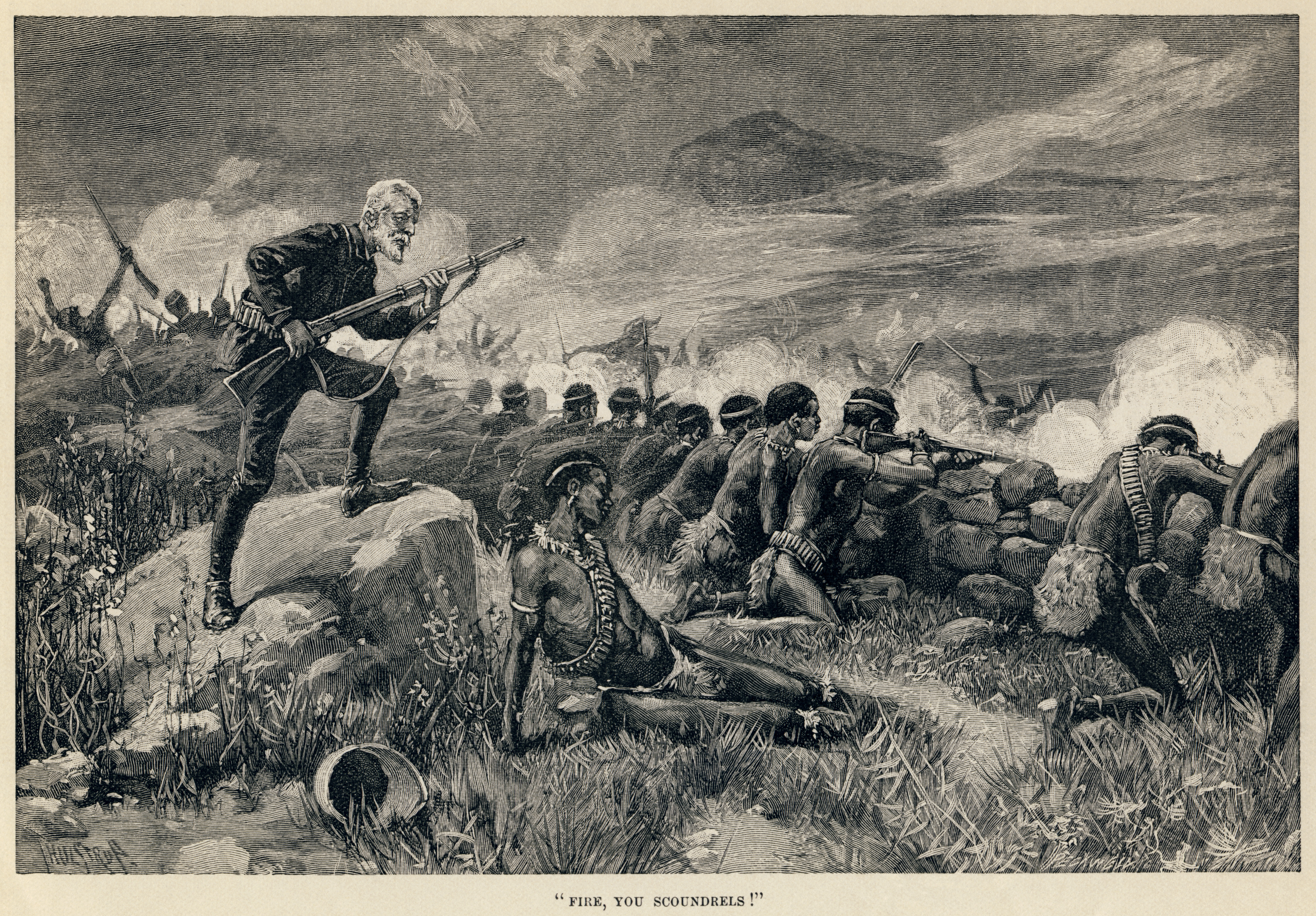
Allan Quatermain dă ordin oamenilor săi să deschidă focul -- ilustraţie de Thure de Thulstrup pentru Maiwa's Revenge (1888).

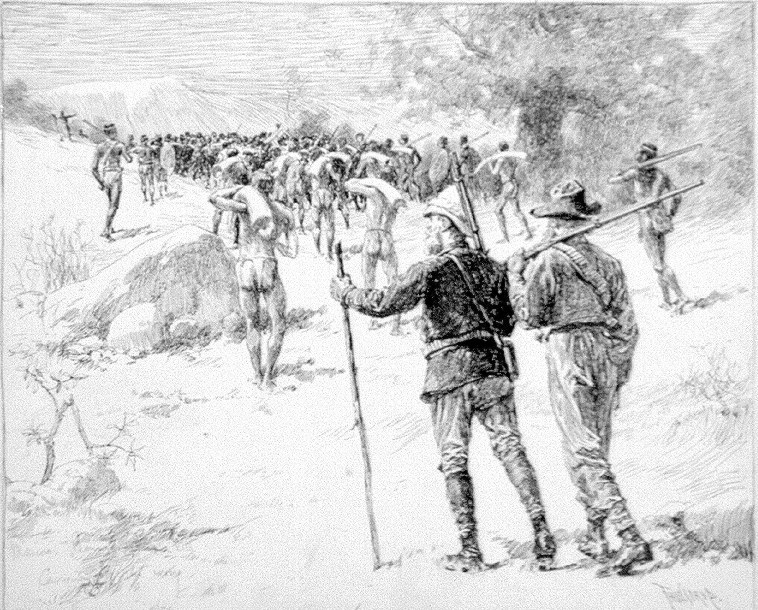
Allan Quatermain (centru)

Allan Quatermain este personajul principal din romanul din 1885 „King Solomon's Mines” („Minele regelui Solomon”) scris de H. Rider Haggard, precum și din numeroasele continuări ale acestui roman. Allan Quatermain este și titlul unui roman de H. Rider Haggard din 1887.
Personajul Quatermain (nu "Quartermain") este un vânător de origine engleză și ocazional negustor în sudul Africii, care sprijină eforturile coloniștilor de a răspândi civilizația pe continentul negru. 

## Ecranizări
- Allan Quatermain (1919)
- Allan Quatermain and the Lost City of Gold (Allan Quatermain și misterul orașului de aur, 1986)[1][2]
- Allan Quatermain and the Temple of Skulls (Allan Quatermain și templul craniilor, 2008)[3]
- King Solomon's Mines (Minele regelui Solomon, 1937)
- King Solomon's Mines (Minele regelui Solomon, 1950)
- King Solomon's Mines (Minele regelui Solomon, 1985)
- King Solomon's Mines (Minele regelui Solomon, 2004)
- King Solomon's Treasure (1979)